# Quintaria lignatilis
Quintaria lignatilis är en svampart som först beskrevs av Jan Kohlmeyer, och fick sitt nu gällande namn av Kohlm. & Volkm.-Kohlm. 1991. Quintaria lignatilis ingår i släktet Quintaria och familjen Lophiostomataceae.   Inga underarter finns listade i Catalogue of Life.